# 조선예수교장로회신학교
조선예수교장로회신학교(大韓耶蘇敎長老會神學校), 대한야소교장로회신학교(大韓耶蘇敎長老會神學校), 평양신학교(平壤神學校)는 1901년 장로교의 선교부와 조선 예수교 장로회 공의회가 평양에서 개설한 장로교 교역자(敎役者) 목사 교육기관이었다. 최초 학교의 공식명은 대한야소교장로회신학교(大韓耶蘇敎長老會神學校)였지만 1910년 한일합방 후 일제의 강요로 '대한' 대신에 '조선'이란 교명을 사용하였다.
1901년 미국인 모펫 선교사가 자신의 사랑방에서 신학교육을 시작하며 초대교장으로 취임했다. 1907년에 1회 졸업생 7명을 배출하였고, 1909년에 신축 건물로 이전하는 등 크게 성장했다. 그러나 일제가 강제한 신사참배 문제 등으로 인해 내부 갈등을 겪다가 1939년에 폐교되었다. 현재 총신대학교와 장로회신학대학, 한신대학교의 모체로 간주되고 있다.

## 역사

### 신학교육의 필요성
초창기 한국교회의 신학교육은 1890년대 각 지역에 흩어져 있던 선교사들이 학생들을 서울로 보내 '신학반'(神學班)이라는 이름으로 1개월씩 공부시키던 과정이 있었다. 그러나, 이는 단기 과정에 불과하여 체계적인 한국인 목회자 양성이 필요했다. 평양에서 활동하고 있던 미국출신 모펫 선교사는 미국 선교부에 목사양성소가 필요함을 알린 후 설립허가 및 설립기금 지원을 약속받았다. 이후 한국에 선교사를 파송한 미국 북장로교회, 미국 남장로교회, 호주장로교, 캐나다장로교 등 4개의 장로교단의 선교부로 구성된 장로교선교공의회가 한반도에 신학교 설립을 만장일치로 결의하였다.

### 신학교 설립
1900년 봄에 모펫(Samuel Austin Moffet) 선교사는 평양 창대현교회의 장로였던 방기창과 김종섭을 목사 후보생으로 예정하고 미리 신학예비과정을 시작하고 있었다. 다음해 1901년 5월 15일 모펫 선교사가 평양 대동문 옆 술막골에 있던 자신의 사랑방에서 김종섭과 방기창 두사람에게 신학교육을 시작하며 대한야소교장로회 신학교가 개교되었다. 초대 교장으로는 모펫 선교사 선교사가 취임하였다. 평양 장로회선교부는 6인의 신학교육위원을 두고 신학반을 지도하였고, 1902년부터 5년간 실시하는 것으로 결의했다. 그해 신학생은 6명이었으나 1904년에 19명 등으로 점차 학생수가 증가하였고 1915년에는 등록학생수가 250명을 넘어섰다.
1907년 6월 20일 길선주(40세), 방기창(58세), 서경조(58세), 송인서(40세), 양전백(39세), 이기풍(40세), 한석진(41세) 등 7명의 1회 졸업생을 배출하였다. 이들은 1907년 9월 17일 평양 장대현교회에서 개최된 조선예수교장로회 제1회 독노회에서 안수를 받고 한국 최초의 목사가 되었다. 1909년에는 2회 졸업생으로 김필수, 윤식명, 정기정, 김찬성, 이원민, 장관선, 최관흘, 최중진 등 8명이 배출되었으며, 이들은 그해 9월에 개최된 제3회 독노회에서 목사 안수를 받았다.

### 신축 이전과 운영
1907년 미국 시카고의 맥코믹 여사(Mrs. Nancy "Nettie" Fowler McCormick)가 보낸 5천달러의 지원금으로 평양 하수구리 100번지에 있는 6,000여평의 대지에 1908년 5월 15일 새로운 신학교 교사를 신축하는 착공식을 갖고, 이듬해인 1909년 준공되어 당시 138명의 신학생이 새 교사로 이전하였다. 1924년에 철근콘크리트 4층 건물로 증축한다.
설립당시인 1907년의 교수진은 주로 미국 북장로교의 선교사들이었으나, 이후 다른 장로교단의 선교사들도 참여하였다. 설립당시 교수진은 북장로교 선교사 중 모펫 선교사, 이길함, 언더우드, 소안론, 한위렴, 배위량, 편하설, 곽안련 목사가 있었고, 남장로교 선교사 이눌서 목사 및 호주장로교 선교사 왕길지 목사가 있었다. 1918년부터 '신학지남'이라는 학술지를 간행하였고, 이눌서 선교사의 주도하에 성경사전이 간행되기도 하였다.
1925년 10월 20일 라부열 (R.L. Roberts) 박사가 제2대 교장으로 취임하였다.

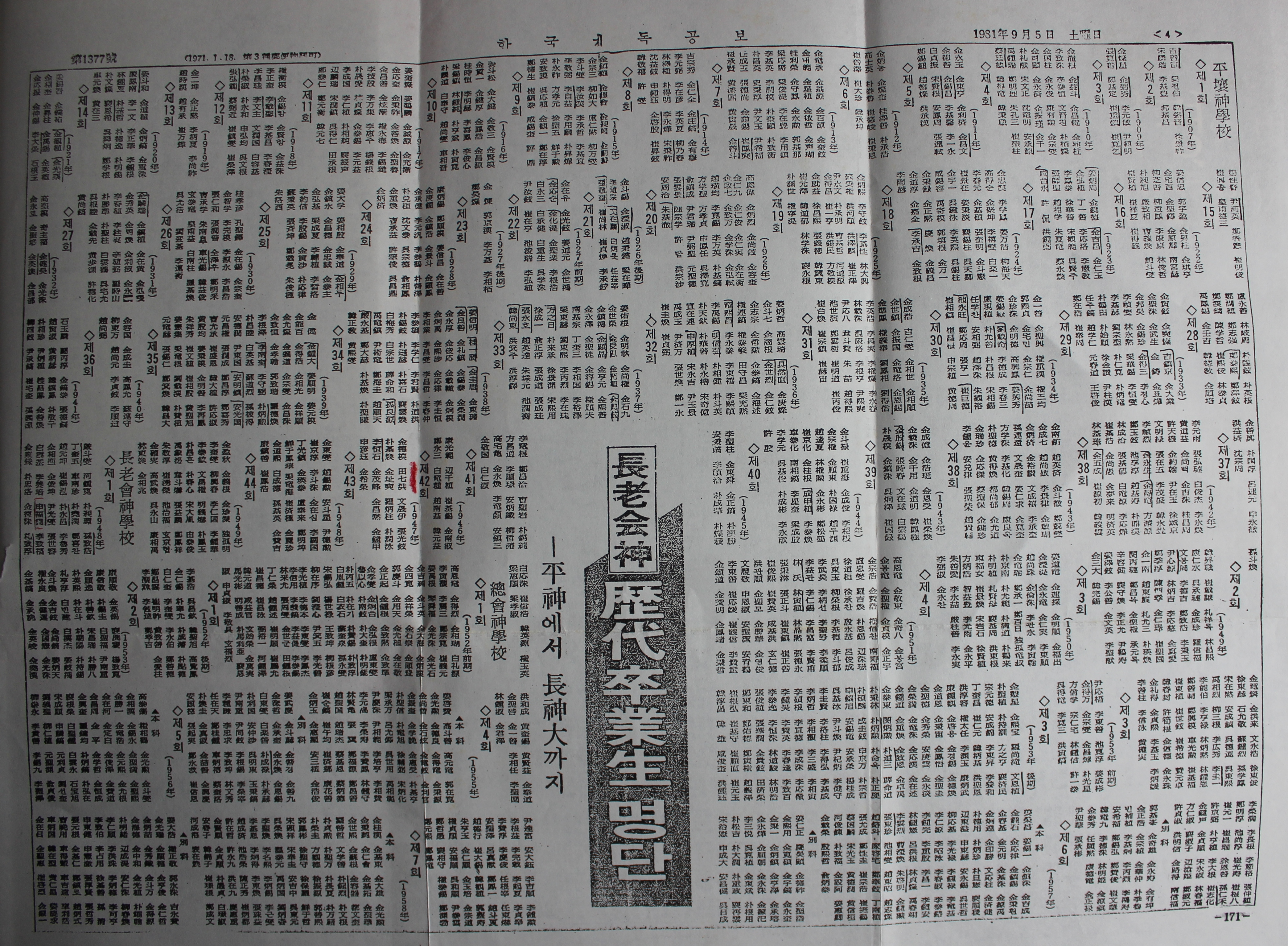
평양신학교 장로회신학교 졸업생명단 1

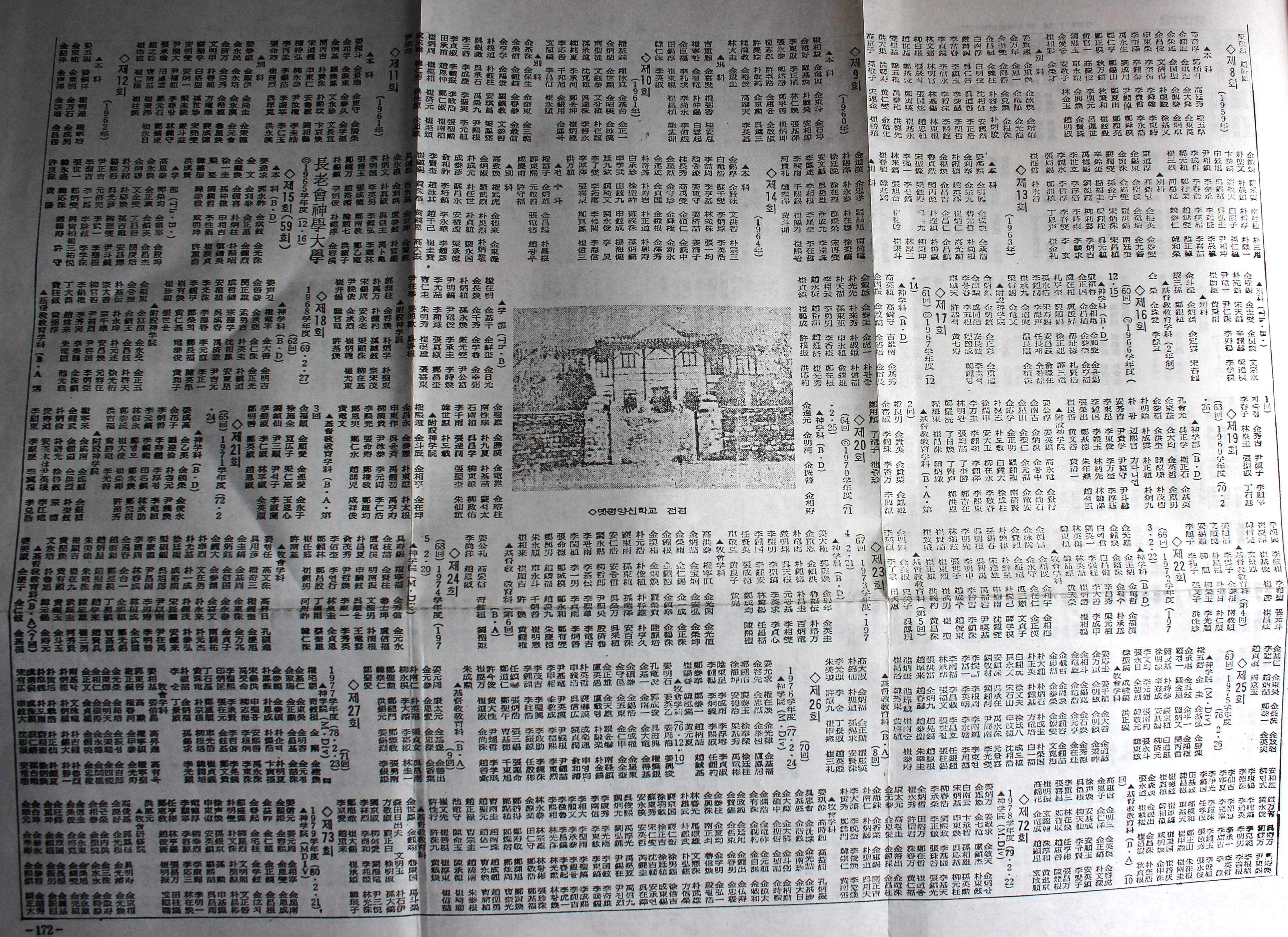
평양신학교 장로회신학교 졸업생명단 2

### 폐교
1930년대에 들어와 일제가 신사참배를 강요하기 시작하였고, 기독교계 학교와 학생들이 신사참배를 거부하는 사건들이 자주 발생하였다. 1935년에 이르러 평양의 기독교계 사립학교장들이 신사참배를 거부한 사건을 이유로 숭실학교 등이 강제 폐교되는 사건이 발생하였다. 급기야 1938년 9월 10일 평양서문밖예배당에서 개최된 조선예수교장로회 제27회 총회에서 일부 목사들과 선교사들의 강한 반대에도 불구하고 신사참배 가결을 강행하는 일이 발생하였다. 
선교사들은 신사참배를 결의한 총회의 교육기관으로서 신학교를 더 이상 유지할 수 없다고 판단하여 열흘 후인 9월 20일로 예정되어 있던 신학교의 개강을 무기한 연기하였다. 이후 통신으로 공부하여 한 학기를 더 마친 52명에게 1939년 3월 28일자 제34회 졸업을 인정하는 증서를 우편으로 배달되었고, 총 798명의 졸업생을 배출한 채 사실상 폐교되기에 이르렀다.

## 이후 신학교육

### 평양신학교
선교사에 의해 운영되던 총회의 신학교육 기관이 폐교되자, 한국인의 신학교를 개교해야 한다는 주장이 제기되었고 일제의 신사참배 요구에 순응하던 이들을 중심으로 1939년 4월 11일 평양신학교가 개교되었다. 교장으로 취임한 채필근 목사의 이름을 따라 '채필근신학교'로 불리거나 '후평양신학교'로 불리며, 적극적인 친일 교육과 정통성을 벗어난 신앙 교육으로 인하여 이전 조선예수교장로회신학교의 잇는 학교로 평가받지 못하고 있다.

### 만주신학교
신사참배 반대 등을 이유로 만주로 이주한 다양한 교파의 기독교인들이 있었다. 1941년 만주에 있던 장로교의 여섯 노회는 분립하였고, 다른 교파인 감리교회, 조선기독교회, 성결교회, 침례교회 등과 연합하여 만주조선기독교회를 설립하였고 신학교육기관으로 만주신학교를 세웠다.

### 조선신학교
평양의 조선예수교장로회신학교가 폐교되자 1939년 3월 27일 서울에 장로교신학교를 설립하기 위한 위원회가 조직되었다. 채필근 목사는 위원장이었으나 평양신학교 설립에 가담하였다. 승동교회 장로 김대현이 50만원을 기부하여 조선신학교의 설립인가를 받고 승동교회에서 김재준 목사와 송창근 박사 등을 교수로 하여 신학교육을 시작하였다. 1940년 9월 12일 제29회 총회에서 조선신학교 설립을 인준하였고, 1946년 감리교와 함께 개최한 남부총회에서 조선신학교를 총회 직영신학교로 인가하였다.
이후 조선신학교가 신정통주의를 도입하는 등 현대적 신정통주의 신학을 추구하자 1947년 제33회 총회에서 몇몇 목사들이 불복하여 17세기적인 개혁주의 신학교를 설립할 것을 요구하였고, 1949년 장로회신학교가 개교하였다. 이후 조선신학교는 1953년에 이름이 한국신학대학으로 바뀌어 현재 한신대학교의 전신이 되었다.

### 장로회 신학교
1952년 대한예수교장로회신학교로 설립인가를 받았고, 교사(校舍)를 신축하는 과정에서 사기사건을 당한 후 책임을 묻는 과정에서 2파로 나뉘어 다른 한 파는 사당동에 교사를 짓고, 1959년 옛 이름 그대로인 총회신학교(지금의 총신대학교)로 분리 개교하여 나갔다. 1960년 현재의 위치에 교사를 신축·이전하였으며, 1961년 대한예수교장로회신학대학으로 승격하였다. 1966년에는 대학원을 설립하였고 1973년 장로회신학대학으로 교명을 변경하였다가 1993년 현재의 교명으로 개칭하였다.
2011년 기준 6개 대학원(일반대학원, 목회전문대학원, 세계선교대학원, 교육대학원, 교회음악대학원, 신학대학원), 3개 학과(신학과, 기독교교육과, 교회음악학과)로 구성되어 있다. 부속기관으로 출판부·생활관·방송국·학생생활상담소 등이 있으며, 부설 연구기관으로 성서학연구원·기독교교육연구원·성지연구원·세계선교연구원·남북평화신학연구원·장신목화연구원이 있다.

### 총신대학교
1951년 대구에서 다시 개교하였고, 1955년 서울로 교사를 옮겨 대한예수교장로회신학교로 재단법인을 인가받았으며, 1965년 현재의 위치에 교사를 신축 이전하였다. 1967년 학교법인 대한예수교장로회총회 설립인가를 받았으며 1969년 4년제 정규대학으로 인가받아 총신대학으로 개편하였다. 1978년 대학원을 설치하였고 1995년 현재의 교명으로 바꾸었다.
2011년 기준 7개 대학원(신학대학원, 일반대학원, 교육대학원, 선교대학원, 목회신학전문대학원, 사회복지대학원, 상담대학원), 9개 학과(신학과, 기독교교육과, 영어교육과, 역사교육과, 유아교육과, 교회음악과, 아동학과, 사회복지학과, 교양교직과)로 구성되어 있다. 부속 기관으로 도서관, 평생교육원, 총신문소박물관 등이 있고 부설 연구기관으로 교회선교연구소, 기독교교육연구소, 학생생활지원센터 등이 있다.

## 같이 보기
- 마포 삼열